# Discographie d'Angèle
La discographie d'Angèle comprend deux albums studio, un EP, seize singles et neuf singles en collaboration. 

## Albums studio
| Titre        | Détails | Meilleure position | Meilleure position | Meilleure position | Meilleure position | Meilleure position | Ventes / Unités                          | Certifications                           |
| Titre        | Détails | WAL                | FLA                | FRA                | SUI                | ROM                | Ventes / Unités                          | Certifications                           |
| ------------ | --- | ------------------ | ------------------ | ------------------ | ------------------ | ------------------ | ---------------------------------------- | ---------------------------------------- |
| Brol         | - Date de sortie : 5 octobre 2018 (réédition le 8 novembre 2019) - Label : Angèle VL Records, Initial Artist Services - Formats : CD, vinyle, téléchargement, streaming, box set | 1                  | 1                  | 1                  | 7                  | 2                  | - Belgique : 80 000 - France : 1 000 000 | - BEA : 7 × Platine - SNEP : 2 × Diamant |
| Nonante-Cinq | - Date de sortie : 3 décembre 2021 (réédition le 18 novembre 2022) - Label : Angèle VL Records, Initial Artist Services - Formats: CD, vinyle, téléchargement, streaming         | 1                  | 3                  | 2                  | 6                  | —                  | - France : 425 000                       | - BEA : 2 × Platine - SNEP : 3 × Platine |

## EP
| Titre    | Détails                                                               |
| -------- | --------------------------------------------------------------------- |
| La Thune | - Date de sortie : 30 août 2018 - Label : Angèle VL - Format : Vinyle |

## Singles

### En tant qu'artiste principale
| Année | Titre                            | Meilleure position | Meilleure position | Meilleure position | Meilleure position | Meilleure position | Meilleure position | Meilleure position | Meilleure position | Meilleure position | Meilleure position | Certifications                                      | Album                                       |
| Année | Titre                            | WAL                | FLA                | ALL                | CAN                | IRL                | FRA                | FRA Ven.           | R-U                | SUI                | ROM                | Certifications                                      | Album                                       |
| ----- | -------------------------------- | ------------------ | ------------------ | ------------------ | ------------------ | ------------------ | ------------------ | ------------------ | ------------------ | ------------------ | ------------------ | --------------------------------------------------- | ------------------------------------------- |
| 2017  | La Loi de Murphy                 | 5                  | 22                 | —                  | —                  | —                  | 42                 | 123                | —                  | —                  | —                  | - BEA : Platine - SNEP : Platine                    | Brol                                        |
| 2018  | Je veux tes yeux                 | 16                 | 25                 | —                  | —                  | —                  | 60                 | 109                | —                  | —                  | —                  | - BEA : Or - SNEP : Platine                         | Brol                                        |
| 2018  | La Thune                         | 9                  | 39                 | —                  | —                  | —                  | 15                 | 9                  | —                  | —                  | —                  | - BEA : Platine - SNEP : Diamant                    | Brol                                        |
| 2018  | Jalousie                         | 12                 | Tip                | —                  | —                  | —                  | 26                 | 59                 | —                  | —                  | —                  | - BEA : Or - SNEP : Diamant                         | Brol                                        |
| 2018  | Tout oublier (feat. Roméo Elvis) | 1                  | 6                  | —                  | —                  | —                  | 1                  | 3                  | —                  | 55                 | 3                  | - BEA : 3 × Platine - SNEP : Diamant                | Brol                                        |
| 2019  | Balance ton quoi                 | 1                  | 13                 | —                  | —                  | —                  | 2                  | 1                  | —                  | 33                 | 1                  | - BEA : 4 × Platine - SNEP : Diamant                | Brol                                        |
| 2019  | Flou                             | 2                  | 20                 | —                  | —                  | —                  | 35                 | 20                 | —                  | —                  | 19                 | - BEA : Platine - SNEP : Diamant                    | Brol                                        |
| 2019  | Perdus                           | 11                 | 65                 | —                  | —                  | —                  | 8                  | 10                 | —                  | 58                 | 17                 | - SNEP : Or                                         | Brol                                        |
| 2019  | Oui ou non                       | 2                  | 9                  | —                  | —                  | —                  | 3                  | 2                  | —                  | 31                 | 3                  | - BEA : 2 × Platine - SNEP : Diamant                | Brol                                        |
| 2019  | Que du love (avec Kiddy Smile)   |                    |                    |                    |                    |                    |                    |                    |                    |                    |                    | - SNEP : Or                                         | Brol                                        |
| 2020  | Ta reine                         | 25                 | —                  | —                  | —                  | —                  | 16                 | 47                 | —                  | —                  | —                  | - SNEP : Diamant                                    | Brol                                        |
| 2020  | Fever (avec Dua Lipa)            | 1                  | 1                  | 85                 | 79                 | 36                 | 1                  | 2                  | 79                 | 9                  | 3                  | - BEA : 3 × Platine - SNEP : Diamant - MC : Platine | Future Nostalgia                            |
| 2021  | Bruxelles je t'aime              | 1                  | 4                  | —                  | —                  | —                  | 8                  | —                  | —                  | 50                 | —                  | - BEA : 2 × Platine - SNEP : Diamant                | Nonante-Cinq                                |
| 2021  | Démons (featuring Damso)         | 7                  | —                  | —                  | —                  | —                  | 7                  | —                  | —                  | 31                 | —                  | - BEA : Platine - SNEP : Diamant                    | Nonante-Cinq                                |
| 2022  | Libre                            | 3                  | 19                 | —                  | —                  | —                  | 31                 | —                  | —                  | 85                 | —                  | - SNEP : Diamant                                    | Nonante-Cinq                                |
| 2022  | Amour, Haine & Danger            | 8                  | 45                 | —                  | —                  | —                  | 82                 | —                  | —                  | —                  | —                  | —                                                   | Nonante-Cinq La Suite                       |
| 2022  | Évidemment (Orelsan & Angèle)    | 10                 | —                  | —                  | —                  | —                  | 4                  | —                  | —                  | 65                 | —                  | - SNEP : Platine                                    | Civilisation Perdue & Nonante-Cinq La Suite |

### Collaborations
| Année | Titre                                                       | Meilleure position | Meilleure position | Meilleure position | Meilleure position |     | Certifications   | Album                 |
| Année | Titre                                                       | WAL                | FLA                | FRA                | SUI                | ITA | Certifications   | Album                 |
| ----- | ----------------------------------------------------------- | ------------------ | ------------------ | ------------------ | ------------------ | --- | ---------------- | --------------------- |
| 2017  | J'ai vu (Roméo Elvis & Le Motel featuring Angèle)           | Tip:29             | —                  | 164                | —                  | —   | - SNEP : Platine | Morale 2              |
| 2017  | Ma story (Caballero et JeanJass featuring Angèle)           | —                  | —                  | —                  | —                  | —   | —                | Double Hélice 2       |
| 2018  | Silence (Damso featuring Angèle)                            | —                  | —                  | 3                  | 48                 | —   | - SNEP : Diamant | Lithopédion           |
| 2019  | Duo (Philippe Katerine featuring Angèle et Chilly Gonzales) | Tip                | —                  | —                  | —                  | —   | —                | Confessions           |
| 2020  | S'en aller (Swing featuring Angèle)                         | 52                 | —                  | 156                | —                  | —   | - SNEP : Or      | ALT F4                |
| 2022  | Sunflower (Tamino featuring Angèle)                         | —                  | —                  | —                  | —                  | —   | —                | Sahar                 |
| 2024  | Sempre/Jamais (Mahmood featuring Angèle)                    | 42                 | —                  | 167                | —                  | 85  | —                | Nei Letti Degli Altri |
| 2024  | Notre Dame (Gazo et Tiakola featuring Angèle)               | —                  | —                  | —                  | —                  | —   | —                | LA MELO EST GANGX     |
| 2024  | Nightcall (Kavinsky featuring Angèle et Phoenix)            | 15                 | 48                 | 3                  | —                  | —   | - SNEP : Diamant | Nightcall             |

#### Apparitions
- 2017 : Diable de Roméo Elvis
- 2017 : Les hommes ne pleurent pas de Roméo Elvis
- 2017 : Soin de Caballero & JeanJass
- 2017 : Un endroit sûr de Caballero & JeanJass
- 2019 : Sur le visage de Veence Hanao
- 2023 : Différent de Gazo

## Autres chansons classées
| Année | Titre                           | Meilleure position | Meilleure position | Certifications   | Album         |
| Année | Titre                           | FRA                | ROM                | Certifications   | Album         |
| ----- | ------------------------------- | ------------------ | ------------------ | ---------------- | ------------- |
| 2018  | Nombreux                        | 40                 | —                  | - SNEP : Platine | Brol          |
| 2018  | Les matins                      | 50                 | —                  | - SNEP : Platine | Brol          |
| 2018  | Victime des réseaux             | 58                 | —                  | - SNEP : Or      | Brol          |
| 2018  | Flemme                          | 63                 | —                  | - SNEP : Platine | Brol          |
| 2019  | Tu me regardes                  | 20                 | —                  | - SNEP : Platine | Brol La Suite |
| 2019  | J'entends                       | 31                 | 20                 | - SNEP : Or      | Brol La Suite |
| 2019  | Insomnies                       | 28                 | —                  | - SNEP : Or      | Brol La Suite |
| 2019  | Que du love (feat. Kiddy Smile) | 45                 | —                  | - SNEP : Or      | Brol La Suite |
| 2021  | Solo                            | 40                 | —                  | —                | Nonante-Cinq  |
| 2021  | Taxi                            | 41                 | —                  | - SNEP : Or      | Nonante-Cinq  |
| 2021  | On s'habitue                    | 46                 | —                  | —                | Nonante-Cinq  |
| 2021  | Tempête                         | 49                 | —                  | —                | Nonante-Cinq  |
| 2021  | Plus de sens                    | 50                 | —                  | - SNEP : Or      | Nonante-Cinq  |
| 2021  | Pensées positives               | 53                 | —                  | —                | Nonante-Cinq  |
| 2021  | Profite                         | 61                 | —                  | —                | Nonante-Cinq  |
| 2021  | Mauvais rêves                   | 66                 | —                  | —                | Nonante-Cinq  |
| 2021  | Mots justes                     | 76                 | —                  | —                | Nonante-Cinq  |

## Participation
- Co-interprète de la chanson Six Women Have Come Forward dans le film Annette (2021) de Leos Carax

## Clips vidéo
| Année | Titre                    | Réalisateur(s)                                               | Album                 |
| ----- | ------------------------ | ------------------------------------------------------------ | --------------------- |
| 2017  | La loi de Murphy         | Charlotte Abramow                                            | Brol                  |
| 2018  | Je veux tes yeux         | Charlotte Abramow                                            | Brol                  |
| 2018  | La thune                 | Aube Perrie                                                  | Brol                  |
| 2018  | Jalousie                 | Neels Castillon & Léo Walk                                   | Brol                  |
| 2018  | Tout oublier             | Brice VDH & Léo Walk                                         | Brol                  |
| 2019  | Balance ton quoi         | Charlotte Abramow                                            | Brol                  |
| 2019  | Flou                     | Brice VDH                                                    | Brol                  |
| 2019  | Oui ou non               | Brice VDH                                                    | Brol La Suite         |
| 2020  | Fever                    | WAFLA                                                        | Future Nostalgia      |
| 2021  | Bruxelles je t'aime      | Partizan Paris                                               | Nonante-Cinq          |
| 2021  | Démons                   | Scotty Simper                                                | Nonante-Cinq          |
| 2022  | Démons - live orchestral | Aelred Nils                                                  | Nonante-Cinq          |
| 2022  | Libre                    | Aube Perrie                                                  | Nonante-Cinq          |
| 2022  | Amour, Haine & Danger    | Brice VDH                                                    | Nonante-Cinq La Suite |
| 2023  | Sunflower                | Bastiaan Lochs, Ramy Moharam Fouad & Jonathan Van Hemelrijck | Sahar                 |
| 2023  | Le temps fera les choses | Mehdi Kerkouche & Angèle Van Laeken                          | Nonante-Cinq La Suite |